# Daantanai’ jezik
Lantanai jezik (ISO 639-3: lni; Daantanai’), južnobugenvilski jezik kojim govori oko 	600 ljudi (2007 SIL) u papuanovogvinejskoj provinciji Bougainville u selima Piruneu’ i Warana, distrikt Kieta.
Podklasificiran je nasiojskoj podskupini. Prema starijoj klasifikaciji lantanai je preko bugenvilske skupine vođen kao istočnopapuanski jezik. 26. 1. 2009 usvojen je novi naziv daantanai'.

## Vanjske poveznice
- Ethnologue (14th)
- The Lantanai Language (sa kartom)